# Egnasides rudmuna
Egnasides rudmuna là một loài bướm đêm trong họ Noctuidae.